# Skurholmsfjärden
Le lac Skurholmsfjärden (en suédois : Skurholmsfjärden) est un lac à Luleå dans le comté de Norrbotten en Suède.

## Géographie
Le lac fait partie de la zone côtière d'Altersundet-Luleälven. 
Le lac a une superficie de 0,618 kilomètre carré et se trouve à 0 mètre d'altitude.
Skurholmsfjärden fait partie du sous-bassin hydrographique (729088-179371) de l'Institut suédois de météorologie et d'hydrologie (SMHI). 
Le bassin a une altitude moyenne de 8 mètres et une superficie de 3,09 kilomètres carrés. 
Il y a un autre bassin versant en amont, et si celui-ci est inclus, la superficie accumulée est de 3,35 kilomètres carrés. 
L'écoulement du bassin versant se jette dans la mer Baltique. 
Les zones habitées couvrent une superficie de 3,36 kilomètres carrés, soit 98 pour cent du bassin versant.
Le Sentier de santé (Hälsans Stig) est un parcours de 4 kilomètres de long qui fait le tour du lac Skurholmsfjärden.
Le canal de Lulsund, relie les lacs Björkskatafjärden et Skurholmsfjärden.

## Contrôle du niveau d'eau des lacs
Des barrages ont été  construits pour contrôler le niveau des lacs, l'un au canal de Lulsund à la sortie du Skurholmsfjärden et l'autre à Likskärsbanken entre Mulöviken et Sörfjärden. 
Il s'agit de barrages à débordement dont le niveau d'eau est fixé à environ 45 centimètres au-dessus du niveau d'eau normal. Ils signifient que l'eau s'écoulera dans la mer à marée haute dans les lacs intérieurs et vice versa, s'il s'agit d'une marée haute, l'eau s'écoulera dans les lacs.
Les barrages sont fermés pendant l'été entre la mi-mai et la mi-septembre.
Durant cette période, des rampes sont aménagées pour les bateaux et une passe à poissons. 
Le reste du temps, l'eau peut s'écouler librement et est affectée par le niveau de l'eau de la mer.

## Galerie

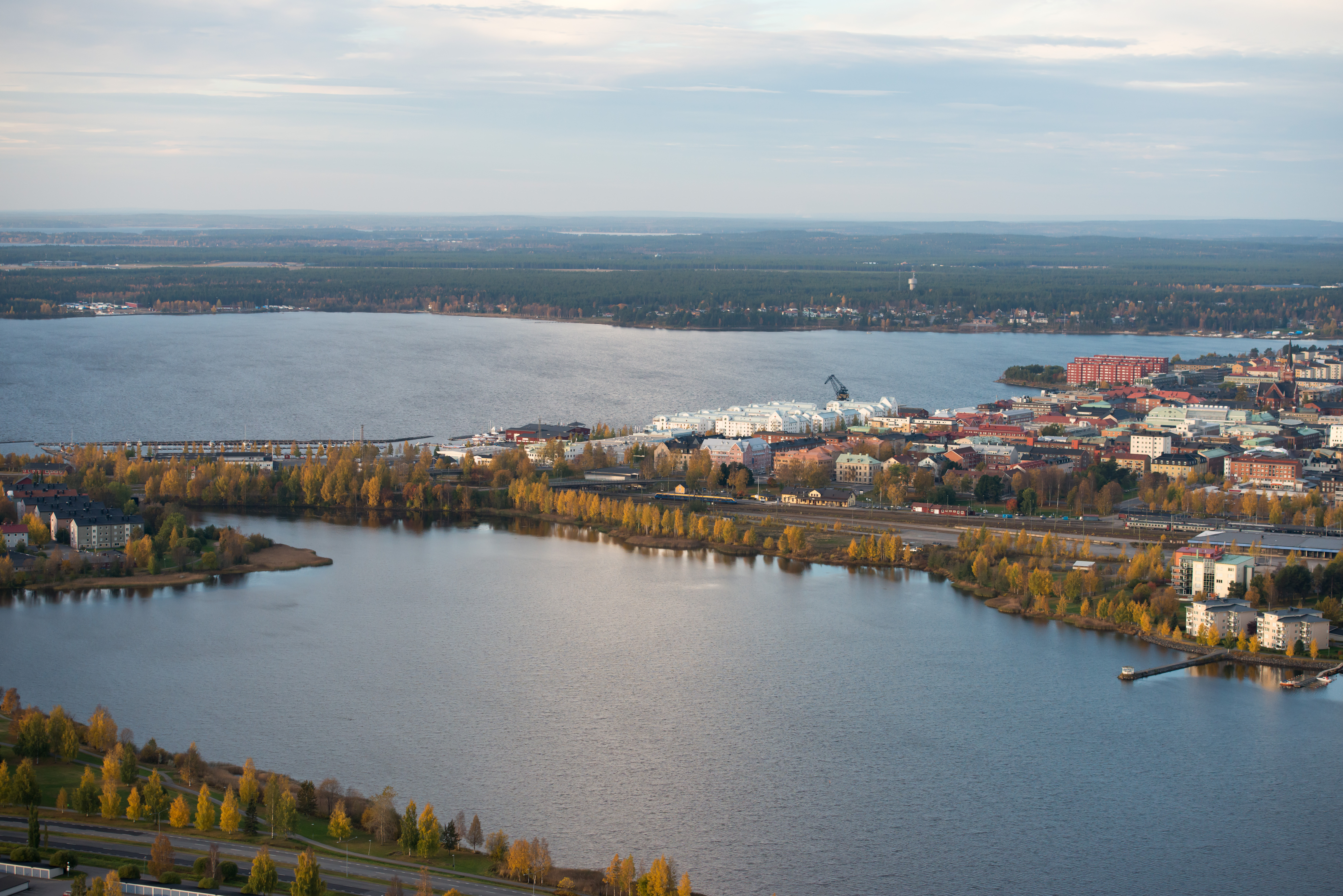
Skurholmsfjärden.